# Carlton (New York)
Carlton è un comune degli Stati Uniti d'America, situato nello Stato di New York, nella contea di Orleans.